# Liste der Baudenkmale in Papendorf (Vorpommern)
In der Liste der Baudenkmale in Papendorf sind alle denkmalgeschützten Bauten der vorpommerschen Gemeinde Papendorf und ihrer Ortsteile aufgelistet. Grundlage ist die Veröffentlichung der Denkmalliste des Kreises Uecker-Randow mit dem Stand vom 1. Februar 1996. 

## Baudenkmale nach Ortsteilen

### Papendorf
| ID | Lage                      | Bezeichnung                                  | Beschreibung | Bild                                   |
| -- | ------------------------- | -------------------------------------------- | --- | -------------------------------------- |
|    |                           | Alte Landstraße nach Brietzig                | |                                        |
|    | Chausseestraße 1 (Karte)  | Bauernhaus mit Stall und Zaun                | |                                        |
|    | Chausseestraße 2 (Karte)  | Wohnhaus mit Zaun                            | |                                        |
|    | Chausseestraße 5 (Karte)  | Kate                                         | |                                        |
|    | Chausseestraße 21 (Karte) | ehem. Schmiede                               | |                                        |
|    | Chausseestraße 22 (Karte) | Wohnhaus und Stall (1859)                    | |                                        |
|    | Dorfstraße 3/5 (Karte)    | Bauernhaus mit Zaun und Stall                | |                                        |
|    | Dorfstraße 11 (Karte)     | Bauernhaus, Stall und Hofmauer               | |                                        |
|    | Dorfstraße 13 (Karte)     | Scheune                                      | |                                        |
|    | Dorfstraße 14 (Karte)     | Bauernhaus mit Vorgartenzaun und Hofgebäuden | |                                        |
|    | Dorfstraße 26 (Karte)     | Bauernhaus mit Zaun und Hofgebäuden          | |                                        |
|    | (Karte)                   | Kirche mit Friedhofsmauer und Portalen       | Gotische Feldsteinkirche mit etwas breiterem Westturm; durch Umbauten im 18. Jh. und 1870 verändert.; Kanzelaltar von 1715. | Kirche mit Friedhofsmauer und Portalen |
|    |                           | Kriegerdenkmal (1914/1918, Chausseestraße)   | |                                        |

## Quelle
- Bericht über die Erstellung der Denkmallisten sowie über die Verwaltungspraxis bei der Benachrichtigung der Eigentümer und Gemeinden sowie über die Handhabung von Änderungswünschen (Stand: Juni 1997)

- Karte mit allen Koordinaten:
- OSM |
- WikiMap